# Hr.Ms. De Ruyter (1935)
O Hr.Ms. De Ruyter foi um cruzador rápido operado pela Marinha Real Neerlandesa. Concebido para serviço colonial nas Índias Orientais Neerlandesas, sua construção começou em setembro de 1933 nos estaleiros da Wilton-Fijenoord e foi lançado ao mar em maio de 1935, sendo comissionado na frota em outubro do ano seguinte. Era armado com uma bateria principal composta por sete canhões de 150 milímetros em três torres de artilharia duplas e uma montagem individual, tinha um deslocamento de quase oito mil toneladas e alcançava uma velocidade máxima de 32 nós.
O De Ruyter chegou no Sudeste Asiático no início de 1937 e se tornou a capitânia da Esquadra das Índia Orientais. Teve um serviço tranquilo até a invasão alemã dos Países Baixos em 1940, quando passou a fazer patrulhas contra navios do Eixo. Se tornou a capitânia das forças Aliadas na região no início de 1942 e durante fevereiro tentou impedir a invasão japonesa das Índias Orientais Neerlandesas. No final do mês o De Ruyter partiu para tentar atacar navios de transporte inimigos, mas foi afundado no dia 28 pelo cruzador pesado Haguro na resultante Batalha do Mar de Java.

## Antecedentes
A Marinha Real Neerlandesa estava dividida no período entreguerras entre a defesa dos Países Baixos e a defesa das Índias Orientais Neerlandesas, especialmente a ilha de Java. A frota europeia se focava em lança-minas, enquanto a asiática usava uma combinação de aeronaves, contratorpedeiros e submarinos para identificar e destruir forças invasoras próximas de seu litoral. Cruzadores eram importantíssimos nesta doutrina, pois eram capazes de zarpar e atacar comboios inimigos fora do arquipélago indonésio e de atuar como escoltas poderosas para embarcações aliadas.
Uma crise econômica tinha reduzido o orçamento e a capacidade das forças armadas neerlandesas até 1927. A Marinha Real, reconhecendo a necessidade de programa de construção pós-depressão, propôs em 1930 um plano para expandir a frota das Índias Orientais até um tamanho satisfatório. O plano tinha uma força de três cruzadores. Dois cruzadores rápidos da Classe Java já estavam em serviço, mas a manutenção regular significava que nem sempre ambos estariam disponíveis para combate. O plano previa a construção de um terceiro navio para servir nas Índias Orientais e assim garantir que dois cruzadores sempre estivessem operacionais simultaneamente. Um terceiro membro da Classe Java tinha sido originalmente planejado como a capitânia da Frota das Índias Orientais, mas fora cancelado em 1919.

## Desenvolvimento
Os trabalhos de projeto começaram enquanto a economia neerlandesa ainda estava em recuperação, limitando a quantia que Segunda Câmara dos Estados Gerais estava disposta a conceder como orçamento. O projeto foi baseado na Classe Java e replicou muitas de suas características, incluindo uma proteção de blindagem, autonomia e tamanho dos canhões principais. Entretanto, as restrições orçamentárias exigiram um casco mais leve, o que reduziu a bateria principal para apenas três torres de artilharia duplas, algo muito criticado. Houve defensores de uma quarta torre de artilharia, adição de tubos de torpedo ou que o dinheiro seria melhor gasto com aeronaves ou submarinos.
Mais objeções surgiram por meio de um concurso de ensaios, quando várias das propostas vencedoras argumentaram a favor de construir um cruzador dentro dos limites do Tratado Naval de Washington, tendo uma bateria principal de canhões de 203 milímetros e deslocamento de 8,6 mil toneladas. Entretanto, essas propostas foram rejeitadas porque quase duplicariam o custo do projeto. Algumas críticas foram abordadas por meio de manobras políticas: a Marinha Real classificou o navio como um líder de flotilha, justificando assim um modesto aumento de deslocamento que permitiu a adição de um único canhão principal a mais de 150 milímetros montado à vante da ponte de comando.

## Características

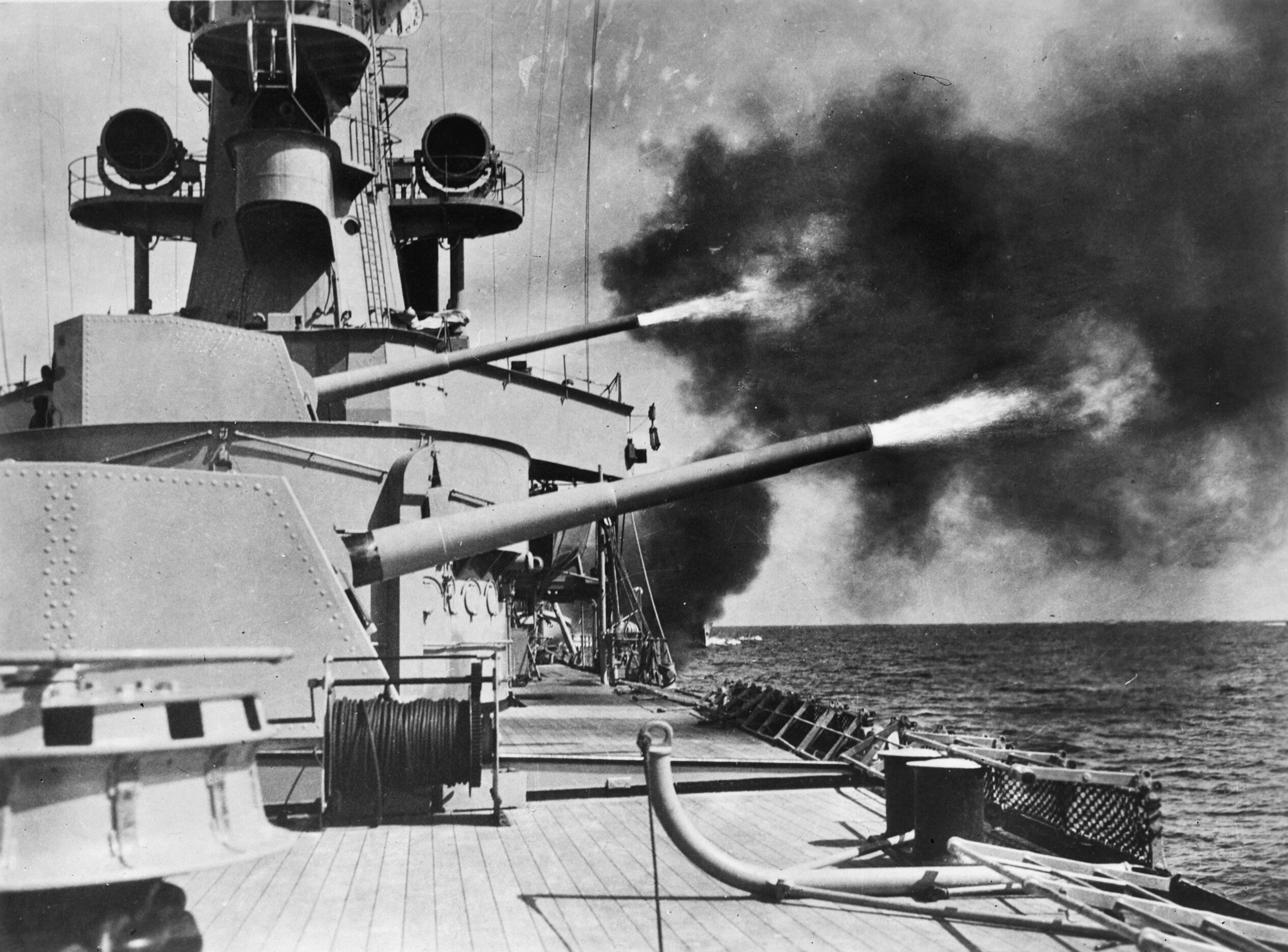
O De Ruyter disparando sua bateria principal durante exercícios

O De Ruyter tinha 170,92 metros de comprimento de fora a fora, uma boca de 15,7 metros e um calado de 4,9 metros. Seu deslocamento carregado era de 7 948 toneladas. O sistema de propulsão consistia em seis caldeiras que alimentavam três turbinas a vapor, que por sua vez giravam duas hélices. A potência indicada era de 69,4 mil cavalos-vapor (51 mil quilowatts) para uma velocidade máxima de 32 nós (59 quilômetros por hora). Seu armamento principal consistia em seis canhões de 150 milímetros montados em três torres de artilharia Wilton-Fijenoord Marco 9 duplas, uma à vante e duas sobrepostas à ré, mais um sétimo canhão em uma montagem individual Marco 10. A defesa antiaérea era de composta por dez canhões Bofors calibre 60 de 40 milímetros arranjados em cinco montagens duplas em uma plataforma na popa. Foi o primeiro navio equipado com o modelo Bofors calibre 60 que, aliado com seu sistema de controle de disparo avançado, fazia do cruzador uma ameaça antiaérea significativa para a época. Essa plataforma ficava separada da chaminé pela primeira catapulta de aeronaves da Marinha Real e por uma área de armazenamento. O De Ruyter operava dois hidroaviões Fokker C.XI-W para reconhecimento e observação de artilharia. A blindagem era leve, com a proteção do cinturão principal e torres de artilharia sendo de trinta a cinquenta milímetros de espessura, enquanto o convés tinha 33 milímetros e a torre de comando trinta milímetros.
A responsável pelo projeto foi a NV Ingenieurskantoor voor Scheepsbouw, uma empresa de fachada para várias companhias alemãs envolvidas no rearmamento da Alemanha e no desenvolvimento ilegal de submarinos. Consequentemente, o De Ruyter tinha uma forte influência alemã, algo visível em elementos como sua torre de ponte volumosa, única chaminé grande e proa reta, características semelhantes encontradas na Classe Deutschland e também na Classe Königsberg. A dependência na experiência alemã restringiu o projeto, pois navios de guerra alemães da época eram limitados pelo Tratado de Versalhes, aplicando indiretamente as limitações do tratado no De Ruyter.
O cruzador, por conta de suas influências alemãs e limitações orçamentárias, foi criticado por analistas contemporâneos e modernos. Comparado a outros cruzadores rápidos da época, o De Ruyter carecia em armamento e blindagem. Sua bateria antiaérea era formidável, mas não podia disparar à vante porque estava toda agrupada em uma plataforma na popa e era vulnerável a ser destruída por um único acerto de sorte. Além disso, foi projetado para servir como capitânia, mas não tinha uma ponte de almirante. Tinha apenas duas hélices em uma época que o normal eram quatro, significando que não existiam redundâncias caso o leme ou uma das hélices fossem danificados, o que o deixaria incontrolável.. Estas falhas de projeto foram corrigidas na sucessora Classe Eendracht, cuja construção começou em 1939 e tinha a intençã ode substituir a Classe Java. Entretanto, por causa da invasão alemã dos Países Baixos na Segunda Guerra Mundial, os navios só forma entrar em serviço na década de 1950 como a Classe De Zeven Provinciën.

## Carreira

### Início de serviço

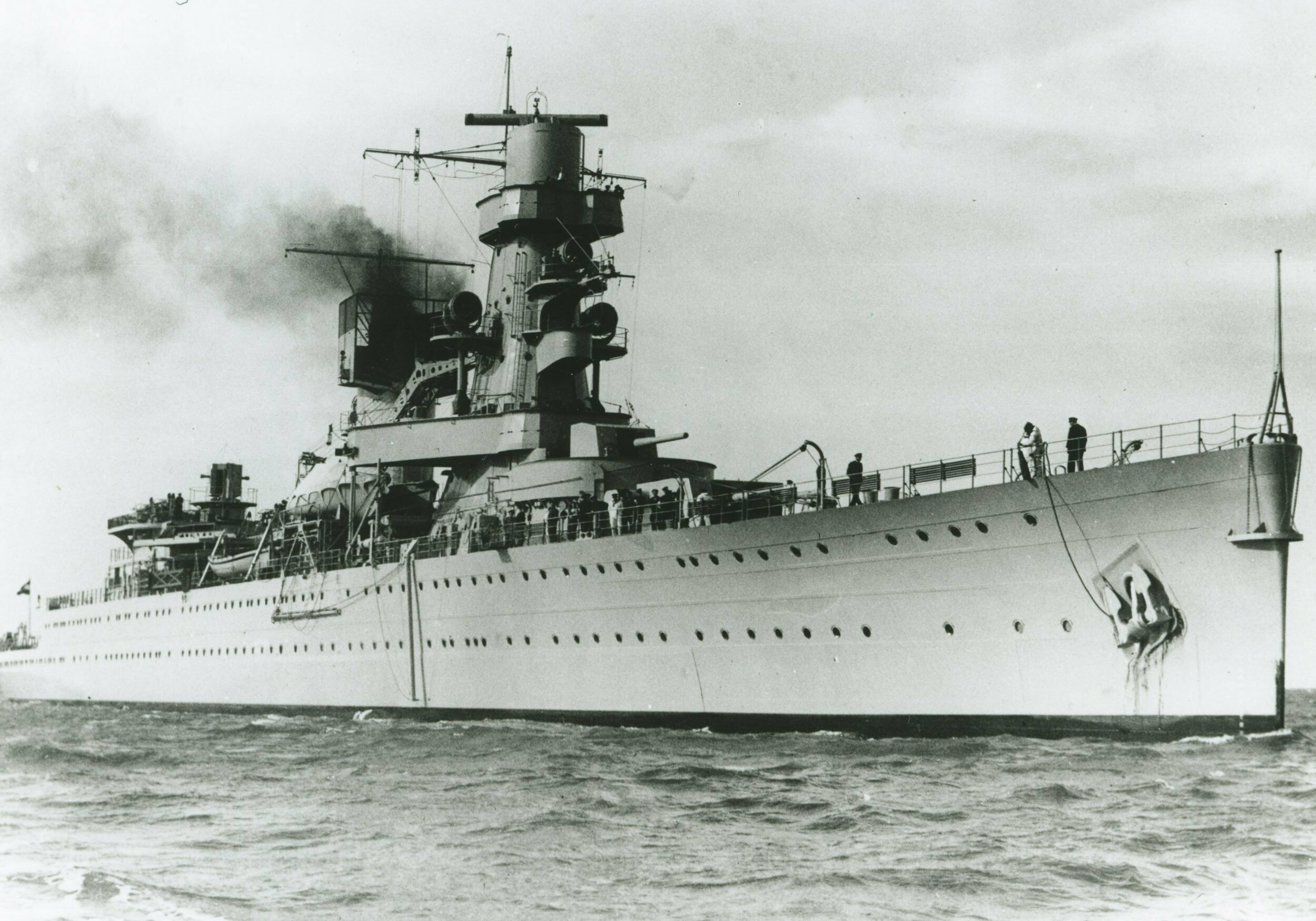
O De Ruyter c. 1936–1940

O De Ruyter foi encomendado em 1º de agosto de 1932 e seu batimento de quilha ocorreu em 16 de setembro de 1933 nos estaleiros da Wilton-Fijenoord em Schiedam. Foi lançado ao mar em 11 de maio de 1935, sendo finalizado e comissionado na frota neerlandesa em 3 de outubro. Foi nomeado em homenagem a Michiel de Ruyter, um almirante neerlandês do século XVII.
O cruzador passou seus primeiros meses de serviço realizando exercícios perto dos Países Baixos, partindo para as Índias Orientais em 12 de janeiro de 1937. Tornou-se em outubro a capitânia da Esquadra das Índias Orientais sob o comando do contra-almirante Karel Doorman. Pelos anos seguintes o navio se ocupou principalmente com exercícios de treinamento com as outras embarcações da esquadra, também preparando as defesas da colônia. Seu serviço rotineiro na Ásia foi interrompido pela invasão alemã dos Países Baixos em maio de 1940, quando passou a caçar navios mercantes alemães que talvez estivessem tentando voltar para casa.

### Segunda Guerra Mundial

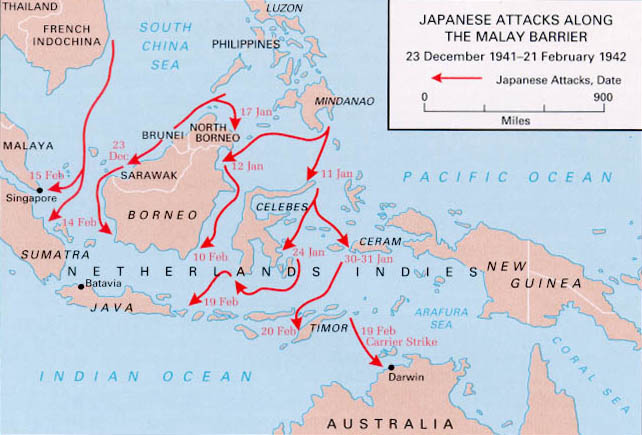
Mapa da invasão japonesa

O governo neerlandês no exílio declarou guerra contra o Japão em 8 de dezembro de 1941 depois do Ataque a Pearl Harbor e da invasão da Malásia. O De Ruyter passou a realizar patrulhas a fim de interceptar navios mercantes inimigos, conter o avanço de cruzadores japoneses e escoltar reforços britânicos para Singapura. Os rápidos avanços japoneses pelo Sudeste Asiático durante os dois meses seguintes esmagaram as forças navais Aliadas na região. Elementos da Marinha Real Neerlandesa, Marinha Real Australiana, Marinha Real Britânica e Marinha dos Estados Unidos, em um esforço para coordenar a resistência, formaram o ABDACOM, um comando ad hoc que colocou todos os navios disponíveis dessas diferentes marinhas sob uma estrutura nominalmente unificada. Uma das primeiras ações do ABDACOM foi a formação de uma frota ofensiva, a Força de Ataque Combinada, composta por uma mistura de cruzadores neerlandeses e estadunidenses. O comando dessa frota foi entregue a Doorman a bordo do De Ruyter após alguns debates por conta da jurisdição neerlandesa sobre a região, sua liderança da esquadra neerlandesa e por sua reputação como uma figura incontroversa.

#### Estreito de Macáçar
A primeira ação ofensiva da Força de Ataque Combinada foi em 4 de fevereiro. A intenção de Doorman era interceptar a força de invasão da cidade de Macáçar e impedir que os japoneses controlassem o Estreito de Macáçar. A frota não tinha cobertura aérea e foi detectada por aeronaves de reconhecimento inimigas. Mais de cinquenta bombardeiros Mitsubishi G3M e Mitsubishi G4M atacaram a frota perto das Ilhas Kangean. O De Ruyter escapou ileso, mas o cruzador rápido estadunidense USS Marblehead foi danificado, enquanto o cruzador pesado USS Houston perdeu uma das suas torre de artilharia. Esse ataque aéreo fez Doorman cancelar a missão.
A frota tentou interceptar a força de invasão da ilha da Sumatra alguns dias depois. Um dos hidroaviões do De Ruyter avistou a frota japonesa, porém os Aliados também foram detectados. A frota novamente não tinha cobertura aérea e foi atacada por bombardeiros japoneses durante todo o dia 14. Uma onda de torpedeiros atacaram o De Ruyter, confundindo-o com um couraçado. Nenhuma embarcação foi atingida ou danificada, mas mesmo assim Doorman novamente ordenou uma retirada.

#### Estreito de Badung
O próximo alvo japonês foi Bali. Os Aliados sabiam que a conquista dessa região ameaçaria diretamente as bases do ABDACOM em Java, assim uma resposta imediata era necessária. Uma força de contra-ataque foi reunida, mas os Aliados não conseguiram coordenar um ataque unificado por conta de limitações de tempo. Em vez disso, a operação foi planejada em várias ondas. A primeira onda teria o De Ruyter, o cruzador rápido Hr.Ms. Java e vários contratorpedeiros. O plano era para que os dois cruzadores navegassem à noite e atacassem as escoltas da força de invasão, atraindo-as para longe. Isto deixaria os navios de transporte vulneráveis a ataques de contratorpedeiros.
A Batalha do Estreito de Badung começou na noite de 19 de fevereiro, quando o De Ruyter encontrou os contratorpedeiros japoneses Asashio e Ōshio escoltando um navio de transporte para Bali. O cruzador pegou os inimigos de surpresa e abriu fogo. Entretanto, comunicações limitadas e visibilidade ruim impossibilitaram qualquer acerto. Doorman achou depois de dez minutos que os japoneses estavam suficientemente danificados e assim levou o De Ruyter e o Java para o norte, esperando que os contratorpedeiros o seguissem. Os japoneses não caíram na armadilha e em vez disso enfrentaram os contratorpedeiros Aliados, afugentando-os e afundando o neerlandês Hr.Ms. Piet Hein.

#### Mar de Java

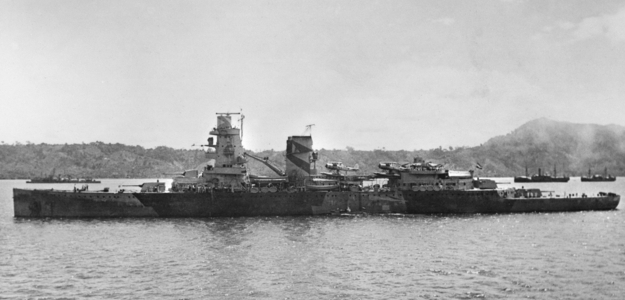
O De Ruyter em fevereiro de 1942

Os Aliados descobriram em 26 de fevereiro que a invasão de Java estava em andamento. A intenção de Doorman era usar tudo a sua disposiçãopara impedir o ataque, contando com o reforço de unidades da Marinha Real Britânica e Marinha Real Australiana. Essa frota Aliada era composta por cinco cruzadores e nove contratorpedeiros oriundos de quatro países diferentes, com o De Ruyter continuando como a capitânia. Contato com as forças inimigas aconteceu durante a tarde do dia seguinte e o confronto inicialmente ocorreu à longa distância. Isto dificultou a artilharia, com todos os disparos do De Ruyter errando. Ele foi atingido por um projétil que não detonou.
A frota japonesa, depois de vinte minutos de batalha, lançou uma salva de torpedos Tipo 93 na esperança que os Aliados não estariam esperando esse tipo de ataque a partir de uma distância tão grande. O único acerto foi no contratorpedeiro neerlandês Hr.Ms. Kortenaer, que afundou imediatamente. O duelo de artilharia entre as frota prosseguiu, com o cruzador pesado britânico HMS Exeter sendo atingido por um projétil em sua sala de caldeiras, o que reduziu sua velocidade para onze nós (vinte quilômetros por hora). O Exeter virou para recuar e evitar colidir com os navios navegando à ré, mas todos esses cruzadores o seguiram na manobra acreditando erroneamente que tinha sido uma ordem enviada do De Ruyter. Doorman, em um navio isolado, desesperadamente tentou refazer sua linha de batalha e ordenou que vários dos seus contratorpedeiros lançassem ataques de torpedo como cobertura.
Os cruzadores se reencontraram e refazer a formação. Doorman então decidiu cessar fogo, dar a volta ao redor dos japoneses e interceptar os navios de transporte em um algum ponto ao norte. A força Aliada tinha se reduzido apenas ao De Ruyter, Java, Houston e o cruzador rápido australiano HMAS Perth. Os contratorpedeiros tinham sido afundados, seriamente danificados, encarregados de escoltar o danificado Exeter até segurança ou forçados a recuar por escassez de combustível e torpedos.

##### Naufrágio
Os navios foram temporariamente seguidos por hidroaviões japoneses. Os cruzadores Aliados passaram perto da força de invasão sem saberem, mas foram emboscados pelos cruzadores pesados Nachi e Haguro. Os japoneses se aproximaram na escuridão sem serem detectados até uma distância de aproximadamente 8,2 quilômetros, lançando torpedos e abrindo fogo. Os Aliados realizaram manobras evasivas, mas um torpedo do Nachi acertou o Java no depósito de munição, destruindo-o com uma enorme explosão.
Doorman achou que todos os torpedos tinham passado e assim retomou seu curso original, mas isso colocou o De Ruyter no caminho de novos torpedos, desta vez lançados pelo Haguro. Um torpedo acertou o navio na popa perto dos redutores de velocidade e causou danos devastadores. A energia foi derrubada, óleo combustível começou a vazar de um tanque rompido e um incêndio tomou conta da sua popa. Este incêndio se espalhou para a plataforma antiaérea e a munição dos canhões Bofors começou a cozinhar e detonar, com as equipes de controle de danos tendo dificuldades para responder. As mangueiras e bombas d'água pararam de funcionar sem a energia, mas era necessário extinguir o fogo do dínamo para combater o incêndio. Uma das últimas ordens que o De Ruyter conseguiu enviar foi para que o Houston e o Perth fugissem.
A ordem de abandonar o navio foi dada enquanto explosões secundárias ocorriam. A evacuação dos feridos foi priorizada e eles foram colocados no único bote que poderia ser lançado sem eletricidade. Doorman e o capitão-tenente Eugène Lacomblé, o oficial comandante do De Ruyter, escolheram afundar com o navio. Seus destinos exatos são desconhecidos, mas um sobrevivente afirmou tê-los visto entrando em uma cabine onde presumivelmente cometeram suicídio. O cruzador afundou pouco depois da meia-noite do dia 28. Houve 344 mortos, aproximadamente oitenta por cento do total, muitos das explosões das munições antiaéreas e de incêndios do vazamento de óleo.

## Destroços
Os destroços do De Ruyter foram encontrados por um mergulhador amador em 2002, mas uma expedição em 2016 só conseguiu encontrar a marca do navio no fundo do mar. O desaparecimento dos destroços fez parte de uma onda em que de navios da Segunda Guerra Mundial afundados em águas rasas foram explodidos e recuperados por grupos fingindo serem pescadores. O governo neerlandês iniciou uma investigação pela perturbação em massa de túmulos de guerra. A draga chinesa Chuan Hong 68, a embarcação que acredita-se ter sido a responsável, foi apreendida na Malásia em 2024 e acusada de desmontar os destroços em busca de aço pré-atômico ou sucata. Foi relatado que ossos encontrados nos destroços do De Ruyter e de outros navios afundados tinham sido removidos nessas ações ilegais e jogados em várias valas comuns. Os governos neerlandês e indonésio colaboraram na investigação, exumaram supostas valas e estabeleceram planos para impedir que mais destroços fossem perturbados.